# Mistrzostwa Świata w Piłce Nożnej 1982
XII Mistrzostwa Świata w Piłce Nożnej – odbyły się w dniach 13 czerwca – 11 lipca 1982 roku w Hiszpanii. Były to pierwsze finały, na których wystąpiły 24 zespoły. Decyzję o zwiększeniu liczby reprezentacji uczestniczących w finałach spowodowało spopularyzowanie telewizji. Maskotką Mistrzostw Świata 1982 była uśmiechnięta pomarańcza Naranjito ubrana w strój reprezentacji gospodarza z piłką w ręce. W turnieju zadebiutowały reprezentacje Algierii, Hondurasu, Kamerunu, Kuwejtu i Nowej Zelandii.

## Podsumowanie

### Pierwsza runda
Zespół reprezentacji Polski zakwalifikował się do rozgrywek, jednak istniały obawy, iż wprowadzony na pół roku przed rozpoczęciem turnieju stan wojenny może źle wpłynąć na postawę piłkarzy. Od zakończenia eliminacji do rozpoczęcia turnieju reprezentacja rozegrała zaledwie jeden oficjalny mecz towarzyski z gospodarzami turnieju przegrany 2:3.
Początek turnieju był dla Polaków zły. Dwa bezbramkowe remisy w meczach z Włochami i Kamerunem spowodowały, iż Polska znalazła się na ostatnim miejscu w grupie. Jednak ostatecznie, w meczu ostatniej szansy Polacy nieoczekiwanie rozgromili Peru 5:1 zdobywając 5 bramek w ciągu 22 minut. Awans z grupy wywalczyli także Włosi, którzy zremisowali wszystkie trzy mecze, a w ostatnim spotkaniu z Kamerunem z trudem obronili korzystny wynik 1:1.
W grupie 2 zmierzyły się reprezentacje: Austrii, Chile, RFN i Algierii. Algierczycy sprawili sensację, pokonując ekipę Niemiec 2:1. Zespół z Maghrebu miałby wielkie szanse wyeliminować ówczesnych mistrzów Europy, jednak zespół RFN pokonał Austrię, która wyszła z grupy z dwoma bramkami więcej od Algierii. Mecz RFN – Austria do dziś budzi wiele kontrowersji. Już przed rozpoczęciem pojedynku wiadomo było, iż wynik 1:0 dla ekipy Niemiec da, kosztem Algierii, awans obydwu walczącym zespołom (ostatnie spotkania grupowe nie były, tak jak dziś, rozgrywane o tej samej porze, dopiero od następnego turnieju w 1986 roku na skutek tychże kontrowersji wprowadzono ten zapis). Gdy po 10 minutach gry padła bramka dla RFN, obie drużyny w zasadzie przestały podejmować jakiekolwiek próby zmiany wyniku, co spowodowało oburzenie nawet wśród części ich kibiców. Mecz ten przeszedł do historii jako Hańba w Gijón.
W grupie 3 grały: Argentyna, która broniła tytułu sprzed 4 lat, Belgia, Węgry i Salwador. Wschodzącą gwiazdą reprezentacji Argentyny był Diego Maradona. Argentyna jednak przegrała w meczu otwarcia mistrzostw z Belgią 0:1. Oba te zespoły zajęły dwa czołowe miejsca w grupie. Węgrzy natomiast pokonując Salwador 10:1 odnieśli najwyższe zwycięstwo w historii mistrzostw i reprezentacji. Jednak to zwycięstwo nie pomogło Węgrom w awansie do kolejnej fazy mistrzostw.
Grupa 4 to rywalizacja pomiędzy ekipami: Anglii, Francji, Czechosłowacji i Kuwejtu. Pierwsze miejsce zajęła Anglia przed Francją. W meczu Francja – Kuwejt, gdy Francuzi zdobyli bramkę, prezes futbolowej federacji Kuwejtu szejk Fahid Al-Ahmad Al-Sabah wdarł się na boisko protestując przeciwko uznaniu bramki. Zdezorientowany radziecki sędzia Myrosław Stupar zmienił swą decyzję i gol nie został zaliczony, ta decyzja kosztowała arbitra utratę uprawnień do prowadzenia spotkań międzynarodowych, a Kuwejt i tak przegrał 1:4.
W grupie 5 grały: drużyna gospodarza – Hiszpanii, oraz ekipy Irlandii Północnej, Jugosławii i Hondurasu. Awans do dalszej fazy wywalczyli Hiszpanie i Irlandczycy, ale styl gry ekipy gospodarzy (np. remis z nadspodziewanie dobrze grającym Hondurasem) wzbudził rozczarowanie miejscowych kibiców liczących, iż na swoim terenie ich reprezentacja będzie w stanie odegrać istotną rolę w turnieju.
Grupę 6 tworzyły reprezentacje: Brazylii, Szkocji, Nowej Zelandii i ZSRR. Drużyna Brazylii była uważana za głównego pretendenta do tytułu, ponieważ w drużynie Canarinhos występowało wiele ówczesnych gwiazd (Sócrates, Zico, Paulo Roberto Falcão – znajdują się m.in. na liście FIFA 100). Razem z drużyną Brazylii z grupy wyszła reprezentacja Związku Radzieckiego, która dzięki przewadze dwóch bramek wyprzedziła Szkocję.

### Druga runda
W drugiej rundzie 12 najlepszych ekip zostało podzielonych na 4 grupy po 3 drużyny. Zwycięzcy tych grup uzyskiwali awans do półfinałów.
W grupie A znalazły się Polska, ZSRR i Belgia. Po zwycięstwie z Peru, Polska drużyna „złapała rytm gry”. W meczu z Belgią dobrze grał Zbigniew Boniek, który zdobył 3 bramki zapewniając biało-czerwonym zwycięstwo 3:0. Drużyna ZSRR również pokonała Belgię, ale zaledwie 1:0. Do awansu do czołowej czwórki wystarczał Polakom zatem remis z drużyną radziecką. Z uwagi na trwający stan wojenny, mecz z zespołem ZSRR miał duży wymiar polityczny. Atmosferę podgrzewały dodatkowo, wywieszane na trybunach (nie tylko przez Polaków), transparenty „Solidarności”. Realizatorzy transmisji TVP starali się jednak, by obrazy te nie docierały do widzów w Polsce. Z tego spotkania w pamięci kibiców zapisał się głównie Włodzimierz Smolarek, który w końcowych minutach przetrzymywał piłkę w narożniku boiska, zyskując w ten sposób cenne sekundy. Ostatecznie Polacy utrzymali do ostatniego gwizdka rezultat 0:0, premiujący ich awansem.
W grupie B RFN zmierzyła się z ekipami Hiszpanii i Anglii. Zwycięstwo nad gospodarzami 2:1 i bezbramkowy remis z Anglią, przy jednoczesnym także bezbramkowym wyniku meczu Anglia – Hiszpania, zapewniły sukces ekipie niemieckiej.
W grupie C naprzeciw siebie stanęły Brazylia, Włochy i Argentyna. Argentyńczycy nie byli w stanie obronić tytułu. Przegrali najpierw 2:1 z Włochami, a następnie 3:1 z Brazylią. Diego Maradona, otrzymał w końcówce meczu czerwoną kartkę za brutalny faul. O awansie do półfinału miał przesądzić pojedynek Brazylii i Włoch. Ekipie Canarinhos wystarczał remis. Tymczasem Włosi, pokonali po wyrównanym meczu piłkarzy z Brazylii 3:2. Bohaterem spotkania był Paolo Rossi, który strzelił wszystkie gole dla Squadra Azzura. Piłkarz ten zagrał na mundialu tylko dlatego, że skrócono mu karę dyskwalifikacji za udział w aferze korupcyjnej (tzw. Toto Nero).
W grupie D Francja wywalczyła awans pokonując Austrię i Irlandię Północną.

### Półfinały
W półfinale Polacy po raz drugi w tym turnieju zmierzyli się z reprezentacją Włoch. W spotkaniu tym z powodu otrzymania dwóch żółtych kartek nie mógł wystąpić Zbigniew Boniek. Trener Antoni Piechniczek nie zdecydował się na wystawienie w jego miejsce Andrzeja Szarmacha, czołowego strzelca ligi francuskiej. Włosi bez większego trudu pokonali biało-czerwonych 2:0, a obydwa gole strzelił ponownie Paolo Rossi. Po mistrzostwach Paweł Janas tak skomentował ten mecz: „Byliśmy o krok od wielkiego finału. W decydującym meczu z Włochami zagraliśmy słabiej, mieliśmy akurat nie najlepszy dzień i nie udało nam się wykorzystać szansy”.
W drugim półfinale Francja zmierzyła się z RFN. W normalnym czasie gry padł remis 1:1. W dogrywce Francuzi prowadzili już 3:1, jednak Niemcom udało się doprowadzić do remisu 3:3. Mecz musiał rozstrzygnąć się po rzutach karnych. W karnych zwyciężyli 5:4 piłkarze RFN, ale ich zwycięstwo przyćmił wcześniejszy brutalny faul ich bramkarza Haralda Schumachera na Francuzie Battistonie. Francuz został odwieziony do szpitala, natomiast Schumacher nie został za ten faul ukarany.
W półfinale RFN – Francja po raz pierwszy w historii turniejów o MŚ doszło do konkursu rzutów karnych.

### Mecz o 3. miejsce
W meczu o 3. miejsce z Francją Polska wygrała 3:2 po golach Andrzeja Szarmacha, Stefana Majewskiego oraz Janusza Kupcewicza. Dla Francji gole zdobyli René Girard i Alain Couriol. Tym samym Polacy powtórzyli osiągnięcie z mundialu 1974, kiedy to w meczu o 3. miejsce pokonali Brazylijczyków.

### Finał
W finale reprezentacja Włoch pokonała RFN 3:1. Bramki dla Włoch strzelali kolejno: Paolo Rossi, Marco Tardelli, Alessandro Altobelli. Honorowe trafienie dla RFN zaliczył w 83. minucie Paul Breitner. Mecz na Estadio Santiago Bernabéu oglądało ponad 90 000 kibiców.
Włosi zdobyli tytuł po raz trzeci. Poprzednio zdobywali go w 1934 i 1938 roku. Włochy zrównały się w liczbie zwycięstw w tej imprezie z Brazylią.

## Kwalifikacje
W eliminacjach wystartowało 109 reprezentacji narodowych z 6 kontynentów. Zapewniony awans miały: Hiszpania  (gospodarze) oraz Argentyna  (obrońcy tytułu).
Zakwalifikowane drużyny:
| Azja (AFC)/Oceania (OFC) kwalifikacje Kuwejt (debiutant) Nowa Zelandia (debiutant) Ameryka Południowa (CONMEBOL) kwalifikacje Brazylia Chile Peru Ameryka Północna (CONCACAF) kwalifikacje Honduras (debiutant) Salwador Afryka (CAF) kwalifikacje Algieria (debiutant) Kamerun (debiutant) | Europa (UEFA) kwalifikacje RFN Austria Belgia Francja ZSRR Czechosłowacja Węgry Anglia Jugosławia Włochy Szkocja Irlandia Północna Polska |

## Składy drużyn

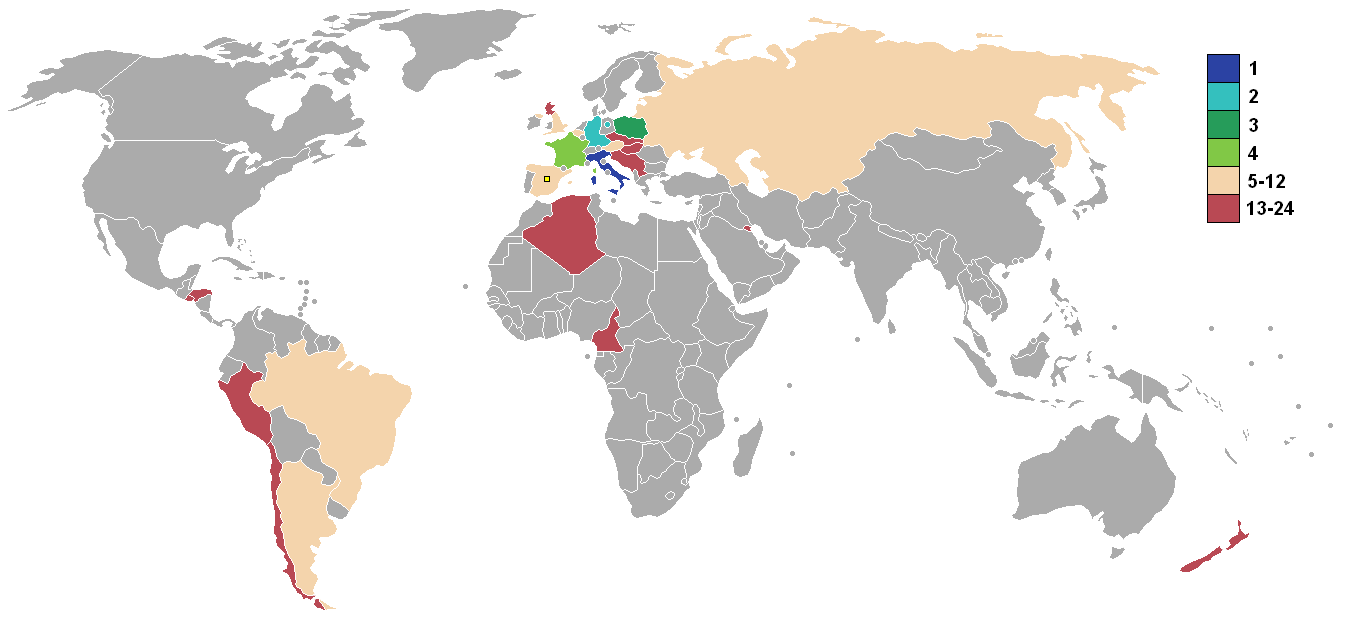
Państwa, uczestnicy Mistrzostw Świata w 1982 roku

## Stadiony
- Alicante, Estadio José Rico Pérez
- Barcelona, Camp Nou oraz Estadio de Sarrià
- Bilbao, Estadio San Mamés
- Elche, Nuevo Estadio
- Gijón, El Molinón
- La Coruña, Estadio Municipal de Riazor
- Madryt, Estadio Santiago Bernabéu oraz Estadio Vicente Calderón
- Malaga, Estadio La Rosaleda
- Oviedo, Estadio Carlos Tartiere
- Saragossa, Estadio La Romareda
- Sewilla, Estadio Benito Villamarín oraz Estadio Sanchez Pizjuan
- Valladolid, Nuevo Estadio Jose Zorrilla
- Vigo, Estadio Balaídos
- Walencja, Estadio Luis Casanova

## Rezultaty

### Pierwsza runda

#### Grupa 1
| Na Mistrzostwach Świata w piłce nożnej w latach 1930–1990 za zwycięstwo przyznawano 2 punkty, za remis 1 punkt, za porażkę punktów nie przyznawano |

| Zespół  | M | W | R | P | Br+ | Br− | +/− | Pkt |
| ------- | - | - | - | - | --- | --- | --- | --- |
| Polska  | 3 | 1 | 2 | 0 | 5   | 1   | +4  | 4   |
| Włochy  | 3 | 0 | 3 | 0 | 2   | 2   | 0   | 3   |
| Kamerun | 3 | 0 | 3 | 0 | 1   | 1   | 0   | 3   |
| Peru    | 3 | 0 | 2 | 1 | 2   | 6   | -4  | 2   |

| 14 czerwca 1982 17:15 UTC+2 | Włochy | 0:0 | Polska | Estadio Balaidos, Vigo Widzów: 33 tys. Sędzia: Michel Vautrot (Francja) |
|                             |        |     |        |                                                                         |

| 15 czerwca 1982 17:15 UTC+2 | Peru | 0:0 | Kamerun | Estadio Riazor, La Coruña Widzów: 11 tys. Sędzia: Franz Wöhrer (Austria) |
|                             |      |     |         |                                                                          |

| 18 czerwca 1982 17:15 UTC+2 | Włochy · Conti 18' | 1:1 | Peru · Díaz 83' | Estadio Balaidos, Vigo Widzów: 25 tys. Sędzia: Walter Eschweiler (RFN) |
|                             |                    |     |                 |                                                                        |

| 19 czerwca 1982 17:15 UTC+2 | Polska | 0:0 | Kamerun | Estadio Riazor, La Coruña Widzów: 19 tys. Sędzia: Alexis Ponnet (Belgia) |
|                             |        |     |         |                                                                          |

| 22 czerwca 1982 17:15 UTC+2 | Polska · Smolarek 55' · Lato 58' · Boniek 61' · Buncol 68' · Ciołek 76' | 5:1 | Peru · La Rosa 83' | Estadio Riazor, La Coruña Widzów: 25 tys. Sędzia: Lamberto Rubio Vazquez (Meksyk) |
|                             |                                                                         |     |                    |                                                                                   |

| 23 czerwca 1982 17:15 UTC+2 | Włochy · Graziani 60' | 1:1 | Kamerun · Mbida 61' | Estadio Balaidos, Vigo Widzów: 20 tys. Sędzia: Bogdan Dotchev (Bułgaria) |
|                             |                       |     |                     |                                                                          |

#### Grupa 2
| Zespół   | M | W | R | P | Br+ | Br− | +/− | Pkt |
| -------- | - | - | - | - | --- | --- | --- | --- |
| RFN      | 3 | 2 | 0 | 1 | 6   | 3   | +3  | 4   |
| Austria  | 3 | 2 | 0 | 1 | 3   | 1   | +2  | 4   |
| Algieria | 3 | 2 | 0 | 1 | 5   | 5   | 0   | 4   |
| Chile    | 3 | 0 | 0 | 3 | 3   | 8   | -5  | 0   |

| 16 czerwca 1982 17:15 UTC+2 | RFN · Rummenigge 67' | 1:2 | Algieria · Madjer 54' · Belloumi 68' | El Molinón, Gijón Widzów: 42 tys. Sędzia: Enrique Labo Revoredo (Peru) |
|                             |                      |     |                                      |                                                                        |

| 17 czerwca 1982 17:15 UTC+2 | Chile | 0:1 | Austria · Schachner 21' | Estadio Carlos Tartiere, Oviedo Widzów: 22,5 tys. Sędzia: Juan Daniel Cardellino (Urugwaj) |
|                             |       |     |                         |                                                                                            |

| 20 czerwca 1982 17:15 UTC+2 | RFN · Rummenigge 9' 57' 66' · Reinders 81' | 4:1 | Chile · Moscoso 90' | El Molinón, Gijón Widzów: 42 tys. Sędzia: Bruno Galler (Szwajcaria) |
|                             |                                            |     |                     |                                                                     |

| 21 czerwca 1982 17:15 UTC+2 | Algieria | 0:2 | Austria · Schachner 55' · Krankl 67' | Estadio Carlos Tartiere, Oviedo Widzów: 22 tys. Sędzia: Tony Boskovic (Australia) |
|                             |          |     |                                      |                                                                                   |

| 24 czerwca 1982 17:15 UTC+2 | Algieria · Assad 7' 31' · Bensaoula 35' | 3:2 | Chile · Neira 59' (k.) · Letelier 73' | Estadio Carlos Tartiere, Oviedo Widzów: 16 tys. Sędzia: Rómulo Méndez (Gwatemala) |
|                             |                                         |     |                                       |                                                                                   |

| 25 czerwca 1982 17:15 UTC+2 | RFN · Hrubesch 10' | 1:0 | Austria | El Molinón, Gijón Widzów: 41 tys. Sędzia: Bob Valentine (Szkocja) |
|                             |                    |     |         |                                                                   |

#### Grupa 3
| Zespół    | M | W | R | P | Br+ | Br− | +/− | Pkt |
| --------- | - | - | - | - | --- | --- | --- | --- |
| Belgia    | 3 | 2 | 1 | 0 | 3   | 1   | +2  | 5   |
| Argentyna | 3 | 2 | 0 | 1 | 6   | 2   | +4  | 4   |
| Węgry     | 3 | 1 | 1 | 1 | 12  | 6   | +6  | 3   |
| Salwador  | 3 | 0 | 0 | 3 | 1   | 13  | -12 | 0   |

| 13 czerwca 1982 20:00 UTC+2 | Argentyna | 0:1 | Belgia · Vandenbergh 62' | Camp Nou, Barcelona Widzów: 95 tys. Sędzia: Vojtěch Christov (Czechosłowacja) |
|                             |           |     |                          |                                                                               |

| 15 czerwca 1982 21:15 UTC+2 | Węgry · Nyilasi 4' 83' · Pölöskei 11' · Fazekas 23' 54' · Tóth 50' · Kiss 69' 72' 76' · Szentes 72' | 10:1(3:0) | Salwador · Ramírez 64' | Nuevo Estadio, Elche Widzów: 23 tys. Sędzia: Ibrahim Youssef Al-Doy (Bahrain) |
|                             | |           |                        |                                                                               |

| 18 czerwca 1982 21:15 UTC+2 | Argentyna · Bertoni 26' · Maradona 28' 57' · Ardiles 60' | 4:1 | Węgry · Pölöskei 76' | Estadio José Rico Pérez, Alicante Widzów: 32 093 Sędzia: Belaid Lacarne (Algieria) |
|                             |                                                          |     |                      |                                                                                    |

| 19 czerwca 1982 21:15 UTC+2 | Belgia · Coeck 19' | 1:0 | Salwador | Nuevo Estadio, Elche Widzów: 15 tys. Sędzia: Malcolm Moffatt (Irlandia Północna) |
|                             |                    |     |          |                                                                                  |

| 22 czerwca 1982 21:15 UTC+2 | Belgia · Czerniatynski 76' | 1:1 | Węgry · Varga 27' | Nuevo Estadio, Elche Widzów: 37 tys. Sędzia: Clive White (Anglia) |
|                             |                            |     |                   |                                                                   |

| 23 czerwca 1982 21:15 UTC+2 | Argentyna · Passarella 22' (k.) · Bertoni 52' | 2:0 | Salwador | Estadio José Rico Pérez, Alicante Widzów: 32,5 tys. Sędzia: Luis Barrancos (Boliwia) |
|                             |                                               |     |          |                                                                                      |

#### Grupa 4
| Zespół         | M | W | R | P | Br+ | Br− | +/− | Pkt |
| -------------- | - | - | - | - | --- | --- | --- | --- |
| Anglia         | 3 | 3 | 0 | 0 | 6   | 1   | +5  | 6   |
| Francja        | 3 | 1 | 1 | 1 | 6   | 5   | +1  | 3   |
| Czechosłowacja | 3 | 0 | 2 | 1 | 2   | 4   | -2  | 2   |
| Kuwejt         | 3 | 0 | 1 | 2 | 2   | 6   | -4  | 1   |

| 16 czerwca 1982 17:15 UTC+2 | Anglia · Robson 1' 67' · Mariner 83' | 3:1 | Francja · Soler 24' | Estadio San Mamés, Bilbao Widzów: 44 172 Sędzia: Antonio Garrido (Portugalia) |
|                             |                                      |     |                     |                                                                               |

| 17 czerwca 1982 17:15 UTC+2 | Czechosłowacja · Panenka 21' (k.) | 1:1 | Kuwejt · Ad-Dachil 57' | Estadio José Zorrilla, Valladolid Widzów: 25 tys. Sędzia: Benjamin Dwomoh (Ghana) |
|                             |                                   |     |                        |                                                                                   |

| 20 czerwca 1982 17:15 UTC+2 | Anglia · Francis 62' · Barmoš 66' (sam.) | 2:0 | Czechosłowacja | Estadio San Mamés, Bilbao Widzów: 41 123 Sędzia: Charles Corver (Holandia) |
|                             |                                          |     |                |                                                                            |

| 21 czerwca 1982 17:15 UTC+2 | Francja · Genghini 31' · Platini 43' · Six 48' · Bossis 89' | 4:1 | Kuwejt · Al-Baluszi 75' | Estadio José Zorrilla, Valladolid Widzów: 30 043 Sędzia: Myrosław Stupar (ZSRR) |
|                             |                                                             |     |                         |                                                                                 |

| 24 czerwca 1982 17:15 UTC+2 | Francja · Six 66' | 1:1 | Czechosłowacja · Panenka 84' (k.) | Estadio José Zorrilla, Valladolid Widzów: 28 tys. Sędzia: Paolo Casarin (Włochy) |
|                             |                   |     |                                   |                                                                                  |

| 25 czerwca 1982 17:15 UTC+2 | Anglia · Francis 27' | 1:0 | Kuwejt | Estadio San Mamés, Bilbao Widzów: 39,7 tys. Sędzia: Gilberto Aristízabal (Kolumbia) |
|                             |                      |     |        |                                                                                     |

#### Grupa 5
| Zespół            | M | W | R | P | Br+ | Br− | +/− | Pkt |
| ----------------- | - | - | - | - | --- | --- | --- | --- |
| Irlandia Północna | 3 | 1 | 2 | 0 | 2   | 1   | +1  | 4   |
| Hiszpania         | 3 | 1 | 1 | 1 | 3   | 3   | 0   | 3   |
| Jugosławia        | 3 | 1 | 1 | 1 | 2   | 2   | 0   | 3   |
| Honduras          | 3 | 0 | 2 | 1 | 2   | 3   | -1  | 2   |

| 16 czerwca 1982 21:15 UTC+2 | Hiszpania · López Ufarte 65' (k.) | 1:1 | Honduras · Zelaya 8' | Estadio Luís Casanova, Walencja Widzów: 49 562 Sędzia: Arturo Ithurralde (Argentyna) |
|                             |                                   |     |                      |                                                                                      |

| 17 czerwca 1982 21:15 UTC+2 | Jugosławia | 0:0 | Irlandia Północna | La Romareda, Saragossa Widzów: 25 tys. Sędzia: Erik Fredriksson (Szwecja) |
|                             |            |     |                   |                                                                           |

| 20 czerwca 1982 21:15 UTC+2 | Hiszpania · Juanito 14' (k.) · Saura 66' | 2:1 | Jugosławia · Gudelj 10' | Estadio Luis Casanova, Walencja Widzów: 48 tys. Sędzia: Henning Lund-Sørensen (Dania) |
|                             |                                          |     |                         |                                                                                       |

| 21 czerwca 1982 21:15 UTC+2 | Honduras · Laing 60' | 1:1 | Irlandia Północna · Armstrong 10' | La Romareda, Saragossa Widzów: 15 tys. Sędzia: Thompson Chan Tam-Sun (Hongkong) |
|                             |                      |     |                                   |                                                                                 |

| 24 czerwca 1982 21:15 UTC+2 | Honduras | 0:1 | Jugosławia · Petrović 87' (k.) | La Romareda, Zaragoza Widzów: 25 tys. Sędzia: Gastón Castro (Chile) |
|                             |          |     |                                |                                                                     |

| 25 czerwca 1982 21:15 UTC+2 | Hiszpania | 0:1 | Irlandia Północna · Armstrong 47' | Estadio Luis Casanova, Walencja Widzów: 49 562 Sędzia: Héctor Ortíz (Paragwaj) |
|                             |           |     |                                   |                                                                                |

#### Grupa 6
| Zespół        | M | W | R | P | Br+ | Br− | +/− | Pkt |
| ------------- | - | - | - | - | --- | --- | --- | --- |
| Brazylia      | 3 | 3 | 0 | 0 | 10  | 2   | +8  | 6   |
| ZSRR          | 3 | 1 | 1 | 1 | 6   | 4   | +2  | 3   |
| Szkocja       | 3 | 1 | 1 | 1 | 8   | 8   | 0   | 3   |
| Nowa Zelandia | 3 | 0 | 0 | 3 | 2   | 12  | -10 | 0   |

| 14 czerwca 1982 21:15 UTC+2 | Brazylia · Sócrates 75' · Éder 88' | 2:1 | ZSRR · Bal 34' | Estadio Ramón Sánchez Pizjuán, Sewilla Widzów: 68 tys. Sędzia: Augusto Lamo Castillo (Hiszpania) |
|                             |                                    |     |                |                                                                                                  |

| 15 czerwca 1982 21:15 UTC+2 | Szkocja · Dalglish 18' · Wark 29' 32' · Robertson 73' · Archibald 79' | 5:2 | Nowa Zelandia · Sumner 54' · Wooddin 64' | Estadio La Rosaleda, Malaga Widzów: 36 tys. Sędzia: David Socha (USA) |
|                             |                                                                       |     |                                          |                                                                       |

| 18 czerwca 1982 21:15 UTC+2 | Brazylia · Zico 33' · Oscar 48' · Éder 63' · Falcão 87' | 4:1 | Szkocja · Narey 18' | Estadio Benito Villamarín, Sewilla Widzów: 47 379 Sędzia: Luis Paulino Siles (Kostaryka) |
|                             |                                                         |     |                     |                                                                                          |

| 19 czerwca 1982 21:15 UTC+2 | ZSRR · Gawriłow 24' · Błochin 48' · Bałtacza 68' | 3:0 | Nowa Zelandia | Estadio La Rosaleda, Malaga Widzów: 19 tys. Sędzia: Yousef El-Ghoul (Libia) |
|                             |                                                  |     |               |                                                                             |

| 22 czerwca 1982 21:15 UTC+2 | ZSRR · Cziwadze 59' · Szengelia 84' | 2:2 | Szkocja · Jordan 15' · Souness 86' | Estadio La Rosaleda, Malaga Widzów: 45 tys. Sędzia: Nicolae Rainea (Rumunia) |
|                             |                                     |     |                                    |                                                                              |

| 23 czerwca 1982 21:15 UTC+2 | Brazylia · Zico 28' 31' · Falcão 64' · Serginho 70' | 4:0 | Nowa Zelandia | Estadio Benito Villamarín, Sewilla Widzów: 43 tys. Sędzia: Damir Matovinović (Jugosławia) |
|                             |                                                     |     |               |                                                                                           |

### Druga runda

#### Grupa A
| Zespół | M | W | R | P | Br+ | Br− | +/− | Pkt |
| ------ | - | - | - | - | --- | --- | --- | --- |
| Polska | 2 | 1 | 1 | 0 | 3   | 0   | +3  | 3   |
| ZSRR   | 2 | 1 | 1 | 0 | 1   | 0   | +1  | 3   |
| Belgia | 2 | 0 | 0 | 2 | 0   | 4   | -4  | 0   |

| 28 czerwca 1982 21:15 UTC+2 | Belgia | 0:3 | Polska · Boniek 4' 26' 53' | Camp Nou, Barcelona Widzów: 65 tys. Sędzia: Luis Paulino Siles (Kostaryka) |
|                             |        |     |                            |                                                                            |

| 1 lipca 1982 21:15 UTC+2 | Belgia | 0:1 | ZSRR · Oganesjan 48' | Camp Nou, Barcelona Widzów: 45 tys. Sędzia: Michel Vautrot (Francja) |
|                          |        |     |                      |                                                                      |

| 4 lipca 1982 21:15 UTC+2 | ZSRR | 0:0 | Polska | Camp Nou, Barcelona Widzów: 65 tys. Sędzia: Bob Valentine (Szkocja) |
|                          |      |     |        |                                                                     |

#### Grupa B
| Zespół    | M | W | R | P | Br+ | Br− | +/− | Pkt |
| --------- | - | - | - | - | --- | --- | --- | --- |
| RFN       | 2 | 1 | 1 | 0 | 2   | 1   | +1  | 3   |
| Anglia    | 2 | 0 | 2 | 0 | 0   | 0   | 0   | 2   |
| Hiszpania | 2 | 0 | 1 | 1 | 1   | 2   | -1  | 1   |

| 29 czerwca 1982 21:15 UTC+2 | RFN | 0:0 | Anglia | Estadio Santiago Bernabéu, Madryt Widzów: 75 tys. Sędzia: Arnaldo Cézar Coelho (Brazylia) |
|                             |     |     |        |                                                                                           |

| 2 lipca 1982 21:15 UTC+2 | RFN · Littbarski 50' · Fischer 75' | 2:1 | Hiszpania · Zamora 82' | Estadio Santiago Bernabéu, Madryt Widzów: 90 089 Sędzia: Paolo Casarin (Włochy) |
|                          |                                    |     |                        |                                                                                 |

| 5 lipca 1982 21:15 UTC+2 | Hiszpania | 0:0 | Anglia | Estadio Santiago Bernabéu, Madryt Widzów: 75 tys. Sędzia: Alexis Ponnet (Belgia) |
|                          |           |     |        |                                                                                  |

#### Grupa C
| Zespół    | M | W | R | P | Br+ | Br− | +/− | Pkt |
| --------- | - | - | - | - | --- | --- | --- | --- |
| Włochy    | 2 | 2 | 0 | 0 | 5   | 3   | +2  | 4   |
| Brazylia  | 2 | 1 | 0 | 1 | 5   | 4   | +1  | 2   |
| Argentyna | 2 | 0 | 0 | 2 | 2   | 5   | -3  | 0   |

| 29 czerwca 1982 17:15 UTC+2 | Argentyna · Passarella 83' | 1:2 | Włochy · Tardelli 55' · Cabrini 67' | Estadio Sarriá, Barcelona Widzów: 43 tys. Sędzia: Nicolae Rainea (Rumunia) |
|                             |                            |     |                                     |                                                                            |

| 2 lipca 1982 17:15 UTC+2 | Argentyna · Díaz 89' | 1:3 | Brazylia · Zico 11' · Serginho 66' · Júnior 75' | Estadio Sarriá, Barcelona Widzów: 43 tys. Sędzia: Lamberto Rubio Vázquez (Meksyk) |
|                          |                      |     |                                                 |                                                                                   |

| 5 lipca 1982 17:15 UTC+2 | Brazylia · Sócrates 12' · Falcão 68' | 2:3 | Włochy · Rossi 5' 25' 74' | Estadio Sarriá, Barcelona Widzów: 44 tys. Sędzia: Abraham Klein (Izrael) |
|                          |                                      |     |                           |                                                                          |

#### Grupa D
| Zespół            | M | W | R | P | Br+ | Br− | +/− | Pkt |
| ----------------- | - | - | - | - | --- | --- | --- | --- |
| Francja           | 2 | 2 | 0 | 0 | 5   | 1   | +4  | 4   |
| Austria           | 2 | 0 | 1 | 1 | 2   | 3   | -1  | 1   |
| Irlandia Północna | 2 | 0 | 1 | 1 | 3   | 6   | -3  | 1   |

| 28 czerwca 1982 17:15 UTC+2 | Austria | 0:1 | Francja · Genghini 39' | Estadio Vicente Calderón, Madryt Widzów: 37 tys. Sędzia: Károly Palotai (Węgry) |
|                             |         |     |                        |                                                                                 |

| 1 lipca 1982 17:15 UTC+2 | Austria · Pezzey 50' · Hintermaier 68' | 2:2 | Irlandia Północna · Hamilton 27' 75' | Estadio Vicente Calderón, Madryt Widzów: 20 tys. Sędzia: Adolf Prokop (NRD) |
|                          |                                        |     |                                      |                                                                             |

| 4 lipca 1982 17:15 UTC+2 | Irlandia Północna · Armstrong 75' | 1:4 | Francja · Giresse 33' 80' · Rocheteau 46' 68' | Estadio Vicente Calderón, Madryt Widzów: 37 tys. Sędzia: Alojzy Jarguz (Polska) |
|                          |                                   |     |                                               |                                                                                 |

### Faza pucharowa
|  |                     |             |           |                   |   |        |        |       |
|  | Półfinały           | Półfinały   | Półfinały |                   |   | Finał  | Finał  | Finał |
|  | Półfinały           | Półfinały   | Półfinały |                   |   | Finał  | Finał  | Finał |
|  | 8 lipca – Barcelona |             |           |                   |   |        |        |       |
|  |                     |             |           |                   |   |        |        |       |
|  | Polska              | Polska      | 0         |                   |   |        |        |       |
|  | Polska              | Polska      | 0         | 11 lipca – Madryt |   |        |        |       |
|  | Włochy              | Włochy      | 2         |                   |   |        |        |       |
|  | Włochy              | Włochy      | 2         |                   |   | Włochy | Włochy | 3     |
|  | 8 lipca – Sewilla   |             |           |                   |   | Włochy | Włochy | 3     |
|  |                     |             | RFN       | RFN               | 1 |        |        |       |
|  | RFN (karne)         | RFN (karne) | RFN       | RFN               | 1 | 3 (5)  |        |       |
|  | RFN (karne)         | RFN (karne) |           |                   |   |        |        |       |
|  | Francja             | Francja     | 3 (4)     |                   |   |        |        |       |
|  | Francja             | Francja     | 3 (4)     | Mecz o 3. miejsce |   |        |        |       |
|  |                     |             |           |                   |   |        |        |       |
|  | 10 lipca – Alicante |             |           |                   |   |        |        |       |
|  |                     |             |           |                   |   |        |        |       |
|  | Polska              | Polska      | 3         |                   |   |        |        |       |
|  | Polska              | Polska      | 3         |                   |   |        |        |       |
|  | Francja             | Francja     | 2         |                   |   |        |        |       |
|  | Francja             | Francja     | 2         |                   |   |        |        |       |

#### Półfinały
| 8 lipca 1982 17:15 UTC+2 | Polska | 0:2 | Włochy · Rossi 22' 73' | Camp Nou, Barcelona Widzów: 50 tys. Sędzia: Juan Daniel Cardellino (Urugwaj) |
|                          |        |     |                        |                                                                              |

| 8 lipca 1982 21:15 UTC+2                                         | RFN · Littbarski 17' · Rummenigge 102' · Fischer 108' | 3:3 (po dogr.) k. 5:4                                 | Francja · Platini 26' (k.) · Trésor 92' · Giresse 98' | Estadio Ramón Sánchez Pizjuán, Sewilla Widzów: 63 tys. Sędzia: Charles Corver (Hollandia) |
|                                                                  |                                                       |                                                       |                                                       |                                                                                           |
|                                                                  |                                                       | Rzuty karne                                           |                                                       |                                                                                           |
| Kaltz · Breitner · Stielike · Littbarski · Rummenigge · Hrubesch |                                                       | Giresse · Amoros · Rocheteau · Six · Platini · Bossis |                                                       |                                                                                           |

#### Mecz o 3. miejsce
| 10 lipca 1982 20:00 UTC+2 | Polska · Szarmach 40' · Majewski 44' · Kupcewicz 46' | 3:2 | Francja · Girard 13' · Couriol 72' | Estadio José Rico Pérez, Alicante Widzów: 28 tys. Sędzia: Antonio Garrido (Portugalia) |
|                           |                                                      |     |                                    |                                                                                        |

| Polska:            |    |                  |     |     |
|                    |    |                  |     |     |
|                    | 1  | Józef Młynarczyk |     |     |
|                    | 2  | Marek Dziuba     |     |     |
|                    | 3  | Janusz Kupcewicz |     |     |
|                    | 5  | Paweł Janas      |     |     |
|                    | 8  | Waldemar Matysik |     | 45' |
|                    | 9  | Władysław Żmuda  |     |     |
|                    | 10 | Stefan Majewski  |     |     |
|                    | 13 | Andrzej Buncol   | 62' |     |
|                    | 16 | Grzegorz Lato    |     |     |
|                    | 17 | Andrzej Szarmach |     |     |
|                    | 20 | Zbigniew Boniek  |     |     |
| Zmiany:            |    |                  |     |     |
|                    | 18 | Roman Wójcicki   | 71' | 45' |
| Trener:            |    |                  |     |     |
| Antoni Piechniczek |    |                  |     |     |

| Francja:       |    |                      |     |     |
|                |    |                      |     |     |
|                | 21 | Jean Castaneda       |     |     |
|                | 2  | Manuel Amoros        |     |     |
|                | 5  | Gérard Janvion       |     | 64' |
|                | 7  | Philippe Mahut       |     |     |
|                | 8  | Marius Trésor        |     |     |
|                | 11 | Rene Girard          |     |     |
|                | 13 | Jean-François_Larios |     |     |
|                | 14 | Jean Tigana          |     | 80' |
|                | 15 | Bruno Bellone        |     |     |
|                | 16 | Alain Couriol        |     |     |
|                | 20 | Gérard Soler         | 79' |     |
| Zmiany:        |    |                      |     |     |
|                | 6  | Christian Lopez      |     | 64' |
|                | 19 | Didier Six           |     | 80' |
| Trener:        |    |                      |     |     |
| Michel Hidalgo |    |                      |     |     |

#### Finał
| 11 lipca 1982 20:00 UTC+2 | Włochy · Rossi 57' · Tardelli 69' · Altobelli 81' | 3:1 | RFN · Breitner 83' | Estadio Santiago Bernabéu, Madryt Widzów: 90 tys. Sędzia: Arnaldo Cézar Coelho (Brazylia) |
|                           |                                                   |     |                    |                                                                                           |

| Włochy | RFN |

| Włochy:      |    |                      |     |     |     |
|              |    |                      |     |     |     |
|              | 1  | Dino Zoff            |     |     |     |
|              | 6  | Claudio Gentile      |     |     |     |
|              | 7  | Gaetano Scirea       |     |     |     |
|              | 5  | Fulvio Collovati     |     |     |     |
|              | 3  | Giuseppe Bergomi     |     |     |     |
|              | 4  | Antonio Cabrini      |     |     |     |
|              | 13 | Gabriele Oriali      | 73' |     |     |
|              | 14 | Marco Tardelli       |     |     |     |
|              | 16 | Bruno Conti          | 31' |     |     |
|              | 19 | Francesco Graziani   |     | 7'  |     |
|              | 20 | Paolo Rossi          |     |     |     |
| Zmiany:      |    |                      |     |     |     |
|              | 18 | Alessandro Altobelli |     | 7'  | 89' |
|              | 15 | Franco Causio        |     | 89' |     |
| Trener:      |    |                      |     |     |     |
| Enzo Bearzot |    |                      |     |     |     |

| RFN:         |    |                       |     |     |
|              |    |                       |     |     |
|              | 1  | Harald Schumacher     |     |     |
|              | 20 | Manfred Kaltz         |     |     |
|              | 15 | Uli Stielike          | 62' |     |
|              | 4  | Karlheinz Förster     |     |     |
|              | 5  | Bernd Förster         |     |     |
|              | 6  | Wolfgang Dremmler     | 61' | 62' |
|              | 3  | Paul Breitner         |     |     |
|              | 11 | Karl-Heinz Rummenigge |     | 70' |
|              | 2  | Hans-Peter Briegel    |     |     |
|              | 7  | Pierre Littbarski     | 82' |     |
|              | 8  | Klaus Fischer         |     |     |
| Zmiany:      |    |                       |     |     |
|              | 9  | Horst Hrubesch        |     | 62' |
|              | 10 | Hansi Müller          |     | 70' |
| Trener:      |    |                       |     |     |
| Jupp Derwall |    |                       |     |     |

## Klasyfikacja strzelców turnieju
6 goli
- Paolo Rossi

5 goli
- Karl-Heinz Rummenigge

4 gole
- Zico
- Zbigniew Boniek

3 gole
- Falcão
- Alain Giresse
- László Kiss
- Gerry Armstrong

2 gole
- Salah Assad
- Daniel Bertoni
- Diego Maradona
- Daniel Passarella
- Walter Schachner
- Éder
- Serginho
- Sócrates
- Antonín Panenka
- Trevor Francis
- Bryan Robson
- Bernard Genghini
- Michel Platini
- Dominique Rocheteau
- Didier Six
- Klaus Fischer
- Pierre Littbarski
- László Fazekas
- Tibor Nyilasi
- Gábor Pölöskei
- Marco Tardelli
- Billy Hamilton
- John Wark